# Parc national de Balphakram
Le parc national de Balphakram est situé dans l'État du Meghalaya en Inde.